# Fille en retard avec un morceau de pain

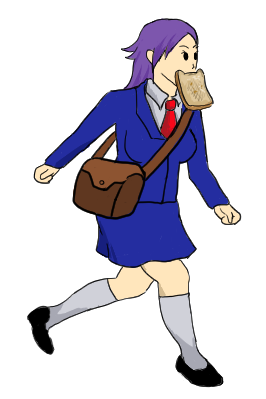
Illustration d'une jeune fille sur le point d'arriver en retard tenant une tranche de pain grillé dans sa bouche.

La fille en retard avec un morceau de pain (遅刻する食パン少女, Chikoku suru shokupan shōjo) est une des scènes classiques du manga shōjo japonais. Elle décrit l'histoire d'une étudiante qui se précipite à l'école le matin et tombe amoureuse d'un garçon qu'elle rencontre par hasard.

## Description
L'intrigue est généralement la suivante : l'héroïne de l'œuvre se prépare pour l'école le matin, et se rend compte qu'elle est sur le point d'arriver en retard. Afin de gagner du temps sur le petit-déjeuner, elle sort avec une tranche de pain dans la bouche. Elle court dans la rue, en criant « Je suis en retard, je suis en retard ! » et au coin de la rue, elle heurte accidentellement un jeune homme. Tous les deux s'excusent mutuellement et reprennent leur chemin. Après son arrivée à l'école, la jeune fille découvre que le garçon qu'elle a bousculé un peu plus tôt s'avère être un étudiant nouvellement transféré dans la même classe qu'elle. La jeune fille a une mauvaise impression du garçon à cause de la collision du matin. Cependant, les deux finissent par tomber amoureux en raison d'une série d'événements.
Dans certaines œuvres, la scène peut se résumer à celle d'une jeune fille courant dans la rue avec un morceau de pain à la bouche, pour illustrer le fait qu'elle est en retard.

## Historique
Il est difficile de retracer l'origine précise de cette scène, car elle a été reprise, réinterprétée et parodiée à de nombreuses reprises dans le manga et l'animation japonaise.
Au début des années 1990, sa description dans le manga didactique humoristique Saru demo kakeru manga kyōshitsu (surnommé Saruman) par Kōji Aihara et Kentarō Takekuma suggère que cette situation était déjà reconnue comme un élément typique du manga shōjo à cette époque. Lorsqu'il est interrogé à ce sujet, Kentarō Takekuma répond qu'il s'agit d'« une combinaison de plusieurs cas » et que lorsqu'il était lycéen, dans les années 1970, « il était généralement reconnu qu'il s'agissait d'une tendance ». L'auteure Rika Fukuda, qui décrit également la scène dans son livre Gorotsuki wa itsumo shokutaku o osou, se base elle aussi sur sa « propre mémoire, sans rien regarder, plutôt que d'utiliser un véritable manga ».
Cependant, lorsqu'il étudie les scènes de rencontre de 85 œuvres shōjo publiées dans Ribon entre 1970 et 1985, le journaliste Wakako Tayuki constate qu'aucune d'entre-elles ne réunit à la fois les critères du pain, du retard, de la collision et du sentiment amoureux,. L'illustrateur Haioku en arrive à la même conclusion que « l'histoire originale n'existe pas ».
Rika Fukuda pense que Saru demo kakeru manga kyōshitsu est le premier ouvrage dans lequel cette scène apparaît. Il en va de même dans Banana no kawa wa naze suberu noka?, où Saruman est cité comme la première œuvre à mettre en avant ce type de scène.

## Notoriété
Le site américain BuzzFeed classe en 2013 le fait de manger du pain lorsqu'on est en retard à l'école parmi les scènes « cliché » des animés japonais des années 1990.

## Culture associée
En 2014, sort le jeu Toast Girl sur téléphone mobiles. Il s'agit d'un jeu de course classique dans lequel le joueur contrôle une fille en retard, tartine à la bouche, doit éviter les obstacles qu'elle rencontre sur le chemin du lycée : étudiants masculins à la recherche d'une petite amie, joueurs de football, sumo et autres ninjas... Il devient rapidement un « sujet brûlant » sur le web, atteignant les 60 000 téléchargements.
Pour lutter contre la baisse de la consommation de riz, le gouvernement de la préfecture de Niigata a lancé une campagne publicitaire intitulée « la fille en retard avec une boule de riz ». L'actrice Manami Igashira apparait ainsi, vêtue en lycéenne, courant avec un onigiri dans la bouche, dans une série de courts métrages.
La série d'animation franco-coréo-japonaise Miraculous adapte la scène dans le générique d'ouverture de la première saison. L'héroïne, parisienne, en retard, y court avec un croissant dans la bouche et percute un chat.